# Skjern-Egvad Museum
Skjern-Egvad Museum var et selvstændig statsanerkendt kulturhistorisk museum, som ved Strukturreformen i 2007 blev fusioneret med Ringkøbing Museum. Fusionsmuseet fik navnet Ringkøbing-Skjern Museum.
Skjern Museum blev oprettet i 1929 og fik statsanerkendelse i 1975. I 1985 gik Egvad Kommune ind i et museumssamarbejde med Skjern Kommune og Skjern-Egvad Museum blev skabt.